# 스코티 셰플러
스코티 셰플러(Scottie Scheffler, 본명: 스콧 알렉산더 셰플러, 본명 영어: Scott Alexander Scheffler, 1996년 6월 21일 ~ )는 PGA 투어에서 활약하는 미국의 프로 골퍼이다. 현재 세계 1위로 2022년 3월 공식 세계골프랭킹에 처음으로 올랐고, 90주 넘게 그 순위를 유지하고 있다. 2022년과 2024년 마스터스 토너먼트에서 두 번의 메이저 우승을 차지했다. 2023년과 2024년 연속으로 플레이어스 챔피언십에서 우승한 최초의 선수가 되었다. 2024년 하계 올림픽에서 셰플러는 남자 개인 토너먼트에서 금메달을 획득했다.